# Lac Archambault (Saint-Donat)
Pour les articles homonymes, voir Archambault et Lac Archambault.
Le lac Archambault est un lac situé à Saint-Donat, dans la municipalité régionale de comté de Matawinie, dans Lanaudière, au Québec, Canada. Sa décharge se déverse vers le sud-est dans le lac Ouareau. Ce lac se situe sur la ligne séparant les cantons d'Archambault et de Lussier, immédiatement à l'ouest du lac Ouareau dans lequel il se déverse.
Les activités récréotouristiques, surtout la villégiature, constituent la principale activité économique autour du lac; la foresterie, en second. Les rives tout autour du lac Archambault sont fort réputées pour la villégiature notamment à cause de l'environnement forestier, montagneux, les activités récréotouristiques, l'accès routier et sa position au sud du Parc national du Mont-Tremblant. Le village de Saint-Donat-de-Montcalm, imposant centre de villégiature et de services, est aménagé sur la presqu'île entre la rive est du lac Archambault et la rive ouest du lac Ouareau.
Le lac Archambault est ceinturé par le chemin Régimbald. La route 125 passe dans le village de Saint-Donat et la route 329 desservent la partie est du lac.
La surface du lac Archambault est généralement gelée de début décembre à fin mars; la circulation sécuritaire sur la glace se fait généralement de fin décembre à début mars.

## Géographie
Les principaux bassins versants voisins sont:
- côté nord: Lac Provost, rivière Matawin;
- côté est: lac Ouareau, rivière Ouareau;
- côté sud: lac de la Montagne Noire,
- côté ouest: rivière Saint-Michel, rivière Le Boulé, ruisseau Saint-Martin.

Le lac Archambault épouse la forme d'un zigzag devenant plus étroit dans la baie du sud. La partie nord du lac comporte deux baies: baie de l'Ours (au nord-ouest) et lac Tire (au nord-est). Une presqu'île rattachée à la rive ouest s'avance sur 1,7 km vers l'est, délimitant ainsi la baie du sud laquelle s'étire sur 4,4 km vers le sud. Cette baie entourée de villégiature est située au pied du Mont Gaudet (culminant à 771 m) et du Mont Jasper (culminant à 762 m).

## Toponymie
« On explique quelquefois le toponyme par l'évocation d'un pionnier des environs. Plus plausible cependant, et mieux documentée, paraît l'attribution, comme pour le canton, du patronyme du notaire Louis Archambeault ou Archambault (1814-1890), député, ministre et conseiller législatif.
Dès 1880, Eugène Taché inscrit d'ailleurs « L. Archambault » ainsi que le canton homonyme sur sa carte du Québec. »

— Commission de toponymie, Québec
.
Dès 1915, des vacanciers intéressés par la chasse, la pêche et le plein air s'établissent sur les rives. Depuis cette époque, la vocation récréotouristique de la région est en croissance continuelle.
Le toponyme "lac Archambault" évoquerait comme pour le canton, le patronyme du notaire Louis Archambeault ou Archambault (1814-1890), député, ministre et conseiller législatif. Dès 1880, Eugène Taché inscrit d'ailleurs «L. Archambault» ainsi que le canton homonyme sur sa carte du Québec. Le lac Archambault, inscrit sous la forme Archambeault dans la Nomenclature des noms géographiques de la province de Québec de 1916, a été utilisé autrefois pour l'exploitation forestière particulièrement intense dans la seconde moitié du XIXe siècle.

### Images

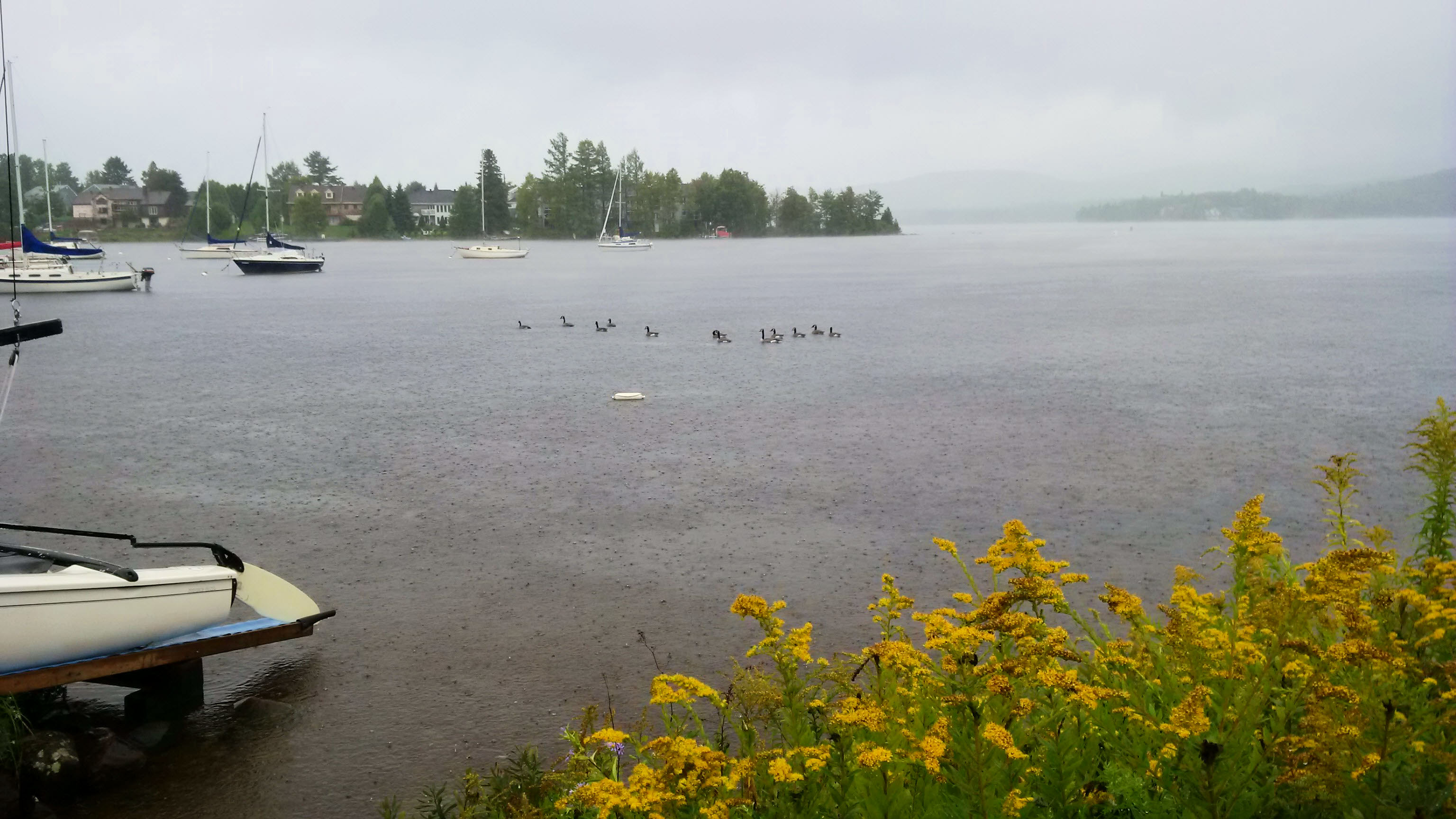
Des bernaches se reposent devant le Parc des Pionniers.
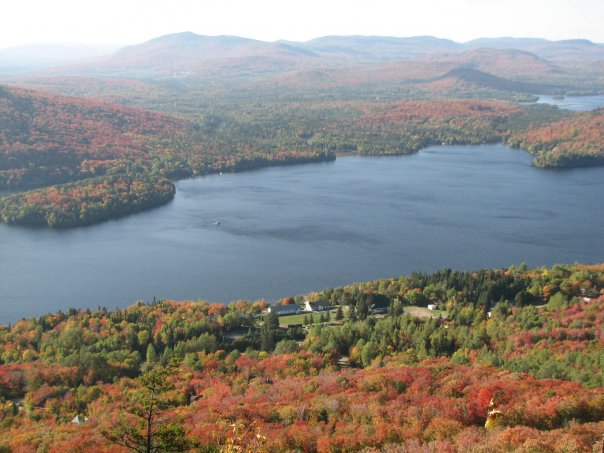
Le Campus des Quatre vents, en bordure du lac.